# Grochowice
Grochowice is een plaats in het Poolse district  Głogowski, woiwodschap Neder-Silezië. De plaats maakt deel uit van de gemeente Kotla en telt 370 inwoners.